# Elytropappus
Elytropappus é um género botânico pertencente à família Asteraceae.